# 新民镇 (府谷县)
新民镇，是中华人民共和国陕西省榆林市府谷县下辖的一个乡镇级行政单位。

## 行政区划
新民镇下辖以下地区：
打井塔村、新城川村、高山村、陈庄村、新民村、桃峁村、石条墕村、龙王庙村、新尧村、温庄则村和芦草畔村。